# James Matthew Clark
James Matthew Clark (* 1956) ist ein US-amerikanischer Paläontologe, der sich mit Dinosauriern und fossilen Krokodilen befasst.
Clark studierte an der University of California, Berkeley mit dem Bachelor-Abschluss 1978 und dem Master-Abschluss 1985 und er wurde 1986 an der University of Chicago promoviert (über kladistische Phylogenie der Crocodylomorpha). Als Post-Doktorand war er 1987 bis 1989 an der University of California, Davis, 1989 bis 1991 am National Museum of Natural History und 1991 bis 1994 am American Museum of Natural History, an dessen Expeditionen in die Wüste Gobi ab 1991 er beteiligt war (auch als Ko-Organisator). Außer in Nordamerika (Nevada, Arizona, Montana) unternahm er auch Feldforschung in Mexiko  (wo er 1982 mit R. Cifelli die Unterjura-Fundstelle Huizachal Canyon in der Sierra Madre Oriental entdeckte und unter anderem einen primitiven Pterosaurier fand), Venezuela, dem Jemen und Vietnam und schließlich ab 2000 im Jura des Autonomen Gebiets Xinjiang in China.
In den Feldforschungen in der Mongolei und China ist er vor allem an früher Entwicklung von Theropoden und Vögeln interessiert. In der Mongolei gelangen ihm mit Mark Norell und anderen aufsehenerregende Funde (Mononykus, Oviraptoren und deren vogelähnliches Brutverhalten, Shuvuuia u. a.).
In Nevada grub er Thalattosauria aus der Trias aus (mit Hans-Dieter Sues und Nick Hotton).
Er ist Ronald Weintraub Professor für Biologie an der George Washington University.